# Violet Herbert, Condessa de Powis
Violet Ida Evelyn Herbet (nascida Violet Lane-Fox; Wellesbourne, 1 de junho de 1865 — 29 de abril de 1929) foi uma aristocrata inglesa. Ela herdou o título suo jure 16.° baronesa Darcy de Knayth, como sucessora de seu pai. Foi condessa de Powis pelo seu casamento com George Herbert, 4.° Conde de Powis.

## Família
Violet foi a segunda filha e terceira criança nascida de Sackville Lane-Fox, 12.° Barão Conyers e de Mary Curteis. Seus avós paternos eram o político do conservador, Sackville Lane-Fox e Charlotte Mary Anne Georgiana Osborne. Seus avó materno era o capitão Reginald Curteis.
Ela teve dois irmãos mais velhos: Sackville Fitzroy Henry, e Marcia, esposa de Charles Pelham, 4.° Conde de Yarbourough.

## Biografia
Em 21 agosto de 1890, aos 25 anos, Violet casou-se com o futuro conde George Herbert, de 28 anos, em St George's, Hanover Square, em Londres. Ele era filho do tenente-general Percy Egerton Herbert e de Mary Caroline Louisa Thomas Petty-FitzMaurice.
Em 7 de maio de 1891, ela tornou-se condessa de Powis com a sucessão do marido ao título, após a morte do tio, Edward Herbert, 3.° Conde de Powis.
O pai da condessa morreu em 24 de agosto 1888, e os títulos de barão de Darcy de Knayth e de Conyers entraram em pendência entre suas filhas. Em 8 de junho de 1892, a pendência foi retirada da em favor da condessa de Yarbourough, e ela sucedeu ao título de condessa de Mértola.
Onze anos depois, em 29 de setembro de 1903, Violet sucedeu como baronesa Darcy de Knayth, e sua irmã tornou-se a 6.° baronesa de Fauconberg.
Em 1911, a condessa convenceu o marido a confiar nela para administrar uma renovação dos jardins do Castelo de Powis, no País de Gales. Durante os próximos 18 anos, ela transformou os jardins do castelo no que eles são hoje.
A condessa Violet faleceu em um acidente em 29 de abril de 1929, aos 63 anos de idade, e foi enterrada na Igreja de Cristo, no País de Gales.

## Descendência
- Percy Robert Herbert, Visconde Clive (2 de dezembro de 1892 - 13 de outubro de 1916), lutou na Batalha do Somme em setembro de 1916. Não se casou e nem teve filhos;
- Hermione Gwladys Herbert (17 de setembro de 1900 - 25 de maio de 1995), esposa de Roberto Lucchesi-Palli, 11.° Duque della Grazia, com quem teve uma filha;
- Mervyn Herbert, Visconde Clive (7 de maio de 1904 - 23 de março de 1943), lutou na Segunda Guerra Mundial. Foi o primeiro marido de Vida Cuthbert, com quem teve uma filha;